# آکویلونیا، ایتالیا
آکویلونیا، ایتالیا (به ایتالیایی: Aquilonia, Italy) یک کومونه در ایتالیا است که در استان آولینو واقع شده‌است.

## ویژگی ها
آکویلونیا ۵۵ کیلومتر مربع مساحت و ۱٬۹۷۸ نفر جمعیت دارد و ۷۵۰ متر بالاتر از سطح دریا واقع شده‌است.

## خواهرخوانده
شهرهای کامبیانو و لاونا پونت ترسا خواهرخوانده‌های آکویلونیا، ایتالیا هستند.